# 보그 보디

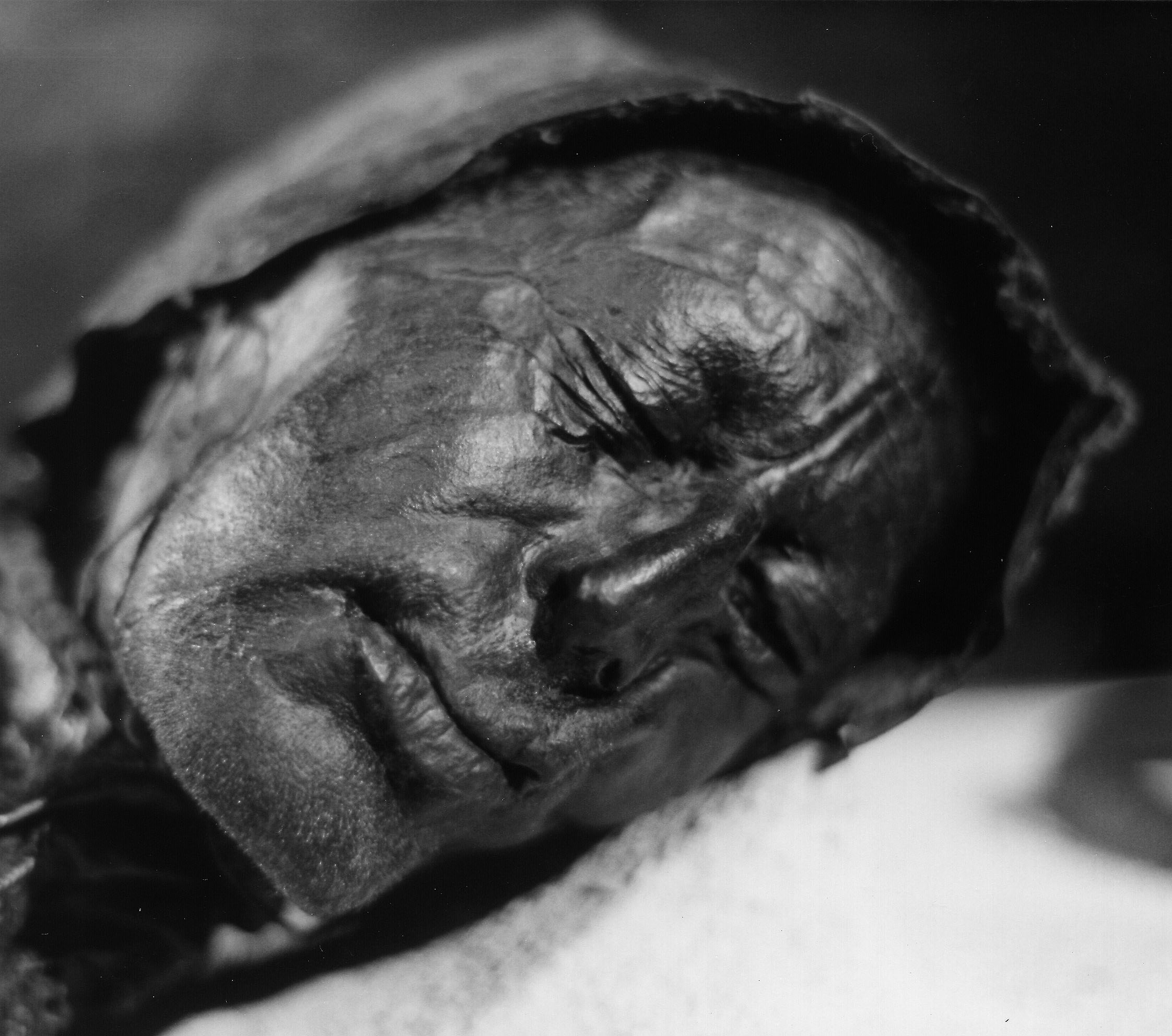
톨룬드 맨, 덴마크, 기원전 4세기

보그 보디(bog body)는 이탄 습지에서 자연적으로 미라화된 인간 시체이다. 이 시체는 지리적으로나 연대적으로 널리 분포되어 있으며, 기원전 8000년에서 제2차 세계 대전까지 거슬러 올라간다. 보그 보디의 공통점은 이탄에서 발견되었고 부분적으로 보존되어 있다는 것이다. 하지만 실제 보존 수준은 완벽하게 보존된 것부터 단순한 유골까지 매우 다양하다.
대부분의 고대 인간 유해와 달리, 보그 보디는 주변 지역의 특이한 환경으로 인해 피부와 내부 장기가 보존되어 있는 경우가 많다. 높은 산성도의 물, 낮은 온도, 그리고 산소 부족으로 인해 피부는 보존되지만 심하게 그을린다. 피부는 잘 보존되지만, 뼈는 일반적으로 그렇지 않다. 이는 이탄의 산성으로 인해 뼈의 인산칼슘이 용해되기 때문이다. 이러한 늪지의 산성 환경 덕분에 피부, 머리카락, 손톱, 양모, 가죽과 같은 단백질인 케라틴을 함유한 물질들이 보존될 수 있다.
가장 오래된 보그 보디는 덴마크의 쾰비에르그인(Koelbjerg Man)의 유골로, 기원전 8000년 중석기 시대로 추정된다. 가장 오래된 살이 있는 보그 보디는 청동기 시대인 기원전 2000년의 캐셸인(Cashel Man)이다. 톨룬드인(Tollund Man), 그라우발레인(Grauballe Man), 린도 맨(Lindow Man) 등을 포함한 대다수의 보그 보디는 철기 시대로 거슬러 올라가며, 덴마크, 독일, 네덜란드, 영국, 스웨덴, 폴란드, 아일랜드 등 북서부 유럽 지역에서 발견되었다. 이러한 철기 시대 보그 보디는 일반적으로 폭력적인 죽음과 옷이 없는 등 여러 가지 유사점을 보이는데, 이는 고고학자들이 이들이 인신공양이라는 널리 퍼진 문화적 전통의 일환으로 살해되어 습지에 묻혔거나 범죄자로 처형되었을 것이라고 생각하게 만들었다. 습지는 실제로 다른 세계와 긍정적으로 연결된 경계적 장소로 여겨졌을 수 있으며, 살아있는 사람에게 위험할 수 있는 오염 물질을 환영할 수 있다. 최근의 이론들은 습지 사람들이 사회적 소외자 또는 "마녀"로 인식되었거나, 파기된 조약에 대한 분노로 살해된 합법적 인질, 또는 전통 관습에 따라 습지에 묻힌 특이한 죽음의 희생자로 여겨졌다는 주장을 제기한다.
독일 과학자 알프레트 디크는 1939년에서 1986년 사이에 자신이 계수한 1,850구 이상의 보그 보디 목록을 발표했지만, 대부분은 문서나 고고학적 발견으로 확인되지 않았다. 2002년 독일 고고학자들이 디크의 연구를 분석한 결과, 그의 연구의 상당 부분이 신뢰할 수 없다는 결론이 내려졌다. 디크가 1,400구 이상의 보그 보디를 발견했다는 주장과 달리, 최근 연구 결과 보그 보디 발견 건수는 122건에 가까운 것으로 나타났다. 가장 최근에 발견된 보그 보디는 제2차 세계 대전 중 소련 습지에서 전사한 군인들의 시신이다.